# Nate Torrence
Nathan Andrew Torrence, detto Nate, (Canton, 1º dicembre 1977), è un attore e doppiatore statunitense, famoso per il suo ruolo di Benjamin Clawauser in Zootropolis.

## Filmografia
- Little Athens, regia di Tom Zuber (2005)
- Agente Smart - Casino totale, regia di Peter Segal (2008)
- La ragazza del mio migliore amico, regia di Howard Deutch (2008)
- Lei è troppo per me, regia di Jim Field Smith (2010)
- Un anno da leoni, regia di David Frankel (2010)
- Zootropolis, regia di Byron Howard e Rich Moore (2016)
- Supernatural - serie TV episodio 11x08 (2017)

## Doppiatori italiani
Nelle versioni in italiano delle opere in cui ha recitato, Nate Torrence è stato doppiato da:
- Gabriele Patriarca in Reno 911!, Gortimer Gibbon - La vita a Normal Street